# Düsseldorfer EG/Statistik
Dieser Artikel dient der Darstellung bedeutender Statistiken zu den Düsseldorfer EG, für die im Hauptartikel nur wenig Platz ist. An wichtigen Stellen wird dort auf einzelne Abschnitte dieser Datensammlung verlinkt.

## Erfolgreiche Mannschaften

### Deutscher Meister1966/67
| Position      | Name |
| Tor:          | Rainer Gossmann, Hans-Joachim Schmengler |
| Verteidigung: | Dieter Hoja, Horst Hübbers, Horst Roes, Jochen Schmidt, Otto Schneitberger                                                                                         |
| Sturm:        | Erich Böttcher, Peter Gregory, Karl Heitmüller, Kurt Jablonski, Ingo Lingemann, Sepp Reif, Karl-Heinz Löggow, Reinhold Rief, Ferdinand Werdermann, Wolfgang Wylach |
| Trainer:      | Hans Rampf |

### Deutscher Meister1971/72
| Position      | Name |
| Tor:          | Rainer Makatsch, Manfred Fleischer |
| Verteidigung: | Harald Kadow, Otto Schneitberger, Rudolf Potsch, Erich Weide, Heiko Antons, Frank Neupert, Jürgen Schwer                                                     |
| Sturm:        | Sepp Reif, Petr Hejma, Vladimír Vacátko, Walter Stadler, Anton Pohl, Klaus Volland, Walter Köberle, Wolfgang Boos, Peter Müller, Erwin Zeidler, Hubert Engel |
| Trainer:      | Xaver Unsinn |

### Deutscher Meister1974/75
| Position      | Name |
| Tor:          | Rainer Makatsch, Manfred Fleischer |
| Verteidigung: | Jürgen Schwer, Heiko Antons, Horst-Peter Kretschmer, Georg Kink, Otto Schneitberger, Hans Clouth                                                                                  |
| Sturm:        | Walter Stadler, Wolfgang Boos, Vladimír Vacátko, Klaus Volland, Sepp Reif, Walter Köberle, Michael Muus, Gerd Baldauf, Wolfgang Hellwig, Russel Wiechnik, Petr Hejma, George Agar |
| Trainer:      | Chuck Holdaway |

### Deutscher Meister1989/90
| Position      | Name |
| Tor:          | Helmut de Raaf, Markus Flemming |
| Verteidigung: | Uli Hiemer, Mike Schmidt, Rick Amann, Andreas Niederberger, Stefan Königer, Christof Kreutzer, Jürgen Schulz                                                                                    |
| Sturm:        | Gerd Truntschka, Bernd Truntschka, Chris Valentine, Peter John Lee, Andreas Brockmann, Dieter Hegen, Oliver Kasper, Manfred Wolf, Roy Roedger, Lane Lambert, Dieter Willmann, Petr Hejma junior |
| Trainer:      | Peter Johansson, ab den Play-offs: Petr Hejma senior |

### Deutscher Meister1990/91
| Position      | Name |
| Tor:          | Helmut de Raaf, Markus Flemming |
| Verteidigung: | Uli Hiemer, Mike Schmidt, Rick Amann, Andreas Niederberger, Christof Kreutzer, Jürgen Schulz, Christian Althoff, Robert Sterflinger |
| Sturm:        | Gerd Truntschka, Bernd Truntschka, Chris Valentine, Peter John Lee, Andreas Brockmann, Dieter Hegen, Oliver Kasper, Thomas Werner, Michael Flemming, Olaf Scholz, Brian Hannon, Rainer Zerwesz, Don McLaren, Henrik Hölscher, Dieter Willmann, Petr Hejma junior |
| Trainer:      | Hans Zach |

### Deutscher Meister1991/92
| Position      | Name |
| Tor:          | Helmut de Raaf, Christian Frütel |
| Verteidigung: | Uli Hiemer, Mike Schmidt, Rick Amann, Andreas Niederberger, Christof Kreutzer, Rafael Jedamzik, Robert Sterflinger, Christian Althoff                                                                    |
| Sturm:        | Gerd Truntschka, Bernd Truntschka, Chris Valentine, Peter John Lee, Benoît Doucet, Dieter Hegen, Mike Lay, Andreas Brockmann, Michael Flemming, Rainer Zerwesz, Olaf Scholz, Henrik Hölscher, Udo Schmid |
| Trainer:      | Hans Zach |

### Deutscher Meister1992/93
| Position      | Name |
| Tor:          | Helmut de Raaf, Christian Frütel |
| Verteidigung: | Uli Hiemer, Mike Schmidt, Rick Amann, Andreas Niederberger, Christof Kreutzer, Rafael Jedamzik, Robert Sterflinger |
| Sturm:        | Bernd Truntschka, Chris Valentine, Peter John Lee, Benoît Doucet, Andreas Brockmann, Ernst Köpf junior, Wolfgang Kummer, Lorenz Funk junior, Dale Derkatch, Steve Gotaas, Mark Jooris (12 Spiele), Bernd Kühnhauser, Christian Schmitz, Tino Boos, Mike Lay, Rainer Zerwesz, Henrik Hölscher |
| Trainer:      | Hans Zach |

### Deutscher Meister1995/96
| Position      | Name |
| Tor:          | Helmut de Raaf, Carsten Gossmann |
| Verteidigung: | Peter Andersson, Brad Bergen, Uli Hiemer, Torsten Kienass, Andreas Niederberger, Robert Sterflinger, Christof Kreutzer, Sergei Sorokin, Rick Amann (beide verließen die DEG vor der Play-off-Runde) |
| Sturm:        | Andreas Brockmann, Benoît Doucet, Lorenz Funk junior, Dieter Hegen, Ernst Köpf junior, Alexej Kudaschow, Bernd Kühnhauser, Wolfgang Kummer, Patrick Lebeau, Mikko Mäkelä, Gordon Sherven, Bernd Truntschka, Chris Valentine, Nikolaus Mondt, Boris Lingemann (beide nur sporadische Einsätze in der Vorrunde) |
| Trainer:      | Hardy Nilsson (Chef-Trainer), Martin Karlsson (Co-Trainer) |

### DEB-Pokalsieger2005/2006
| Position      | Name |
| Tor:          | Andrej Trefilow, Alexander Jung |
| Verteidigung: | Tommy Jakobsen, Todd Reirden, Jeff Tory, Mike Pellegrims, Alexander Sulzer, Marián Bažány                                                                                                |
| Sturm:        | Tore Vikingstad, Daniel Kreutzer, Klaus Kathan, Andy Schneider, Peter Ferraro, Chris Ferraro, Craig Johnson, Thomas Jörg, Chris Schmidt, Patrick Reimer, Fabian Brännström, Florian Jung |
| Trainer:      | Don Jackson (Chef-Trainer), Christian Brittig (Co-Trainer), Walter Köberle (Teamleiter)                                                                                                  |

## Platzierungen der DEG

### Platzierungen der DEG zwischen 1936 und 1958
Ab 1948 ist die neu gegründete Oberliga die höchste Liga, die Landesliga die Zweite Liga
| Saison  | Liga       | Platzierung | Sonstiges |
| ------- | ---------- | ----------- | --- |
| 1936    |            | –           | Keine Teilnahme an Meisterschaften |
| 1937    |            | 3. Platz    | Endrunde: 2 Spiele – 0:4 Punkte – 1:6 Tore |
| 1938    |            | 2. Platz    | Endrunde: 3 Spiele – 4:2 Punkte – 4:2 Tore / Punktgleich mit dem Berliner SC                                                                                             |
| 1939    |            | 3. Platz    | Spiel um Platz 3 gegen die Zehlendorfer Wespen 2:1 gewonnen |
| 1940    |            | 4. Platz    | Endrunde: 3 Spiele – 2:4 Punkte – 2:3 Tore |
| 1941    |            | –           | Zweiter einer Vorrunde / keine Endrundenteilnahme |
| 1942    |            | –           | Zweiter einer Vorrunde / Meisterschaft wegen des Krieges abgebrochen |
| 1943    |            | –           | Meisterschaft nach nur einem Spiel wegen des Krieges abgebrochen |
| 1944    |            | 3. Platz    | Spiel um Platz 3 gegen den EV Füssen 5:1 gewonnen |
| 1945    |            | –           | Keine Meisterschaft ausgetragen |
| 1946    |            | –           | Keine Meisterschaft ausgetragen / DEG wird NRW-Meister |
| 1947    |            | –           | Teilnahme an Interzonen-Meisterschaft |
| 1947/48 | –          | –           | Da das Stadion noch nicht wieder aufgebaut war, kein eigenes Team; die DEG-Spieler spielten im Verbund mit Preussen Krefeld. Diese erreichten den 6. Platz der Endrunde. |
| 1948/49 | –          | –           | Da das Stadion noch nicht wieder aufgebaut war, kein eigenes Team; die DEG-Spieler spielten im Verbund mit Preussen Krefeld. Diese erreichten den 2. Platz der Endrunde. |
| 1949/50 | –          | –           | Da das Stadion noch nicht wieder aufgebaut war, kein eigenes Team; die DEG-Spieler spielten im Verbund mit Preussen Krefeld. Diese erreichten den 2. Platz der Endrunde. |
| 1950/51 | Landesliga | –           | Erster der Vorrunde Nord – Spiel um den fünften Finalrundenplatz verloren, daher keine Teilnahme an der Endrunde                                                         |
| 1951/52 | Landesliga | –           | Vierter der Vorrunde Nord |
| 1952/53 | Oberliga   | 7. Platz    | 14 Spiele – 7:21 Punkte – 26:96 Tore |
| 1953/54 | Oberliga   | 8. Platz    | 14 Spiele – 2:26 Punkte – 19:131 Tore |
| 1954/55 | Landesliga | –           | Erster der Aufstiegsrunde |
| 1955/56 | Oberliga   | 7. Platz    | 14 Spiele – 7:21 Punkte – 46:94 Tore |
| 1956/57 | Landesliga | –           | Dritter der Vorrunde West |
| 1957/58 | Oberliga   | 6. Platz    | 10 Spiele – 3:17 Punkte – 33:62 Tore – Als Dritter der Vorrunde West jedoch für die Endrunde der kommenden Saison, der ersten Bundesliga-Saison qualifiziert             |

### Platzierungen Bundesliga (1958/59–1993/94)
Ab 1958 ist die neu gegründete Bundesliga die höchste Liga, die Oberliga ist nun die Zweite Liga. Ab der Saison 1980/81 werden die Meisterschaften in einer Playoff-Runde ausgespielt.
| Saison  | Liga       | Vorrunde  | Playoffs/Sonstiges |
| ------- | ---------- | --------- | --- |
| 1958/59 | Bundesliga | 7. Platz  | Abstieg in die Oberliga |
| 1959/60 | Oberliga   | 3. Platz  | |
| 1960/61 | Oberliga   | 8. Platz  | |
| 1961/62 | Oberliga   | 10. Platz | |
| 1962/63 | Oberliga   | 2. Platz  | |
| 1963/64 | Oberliga   | 4. Platz  | |
| 1964/65 | Oberliga   | 2. Platz  | Aufstieg in die Bundesliga |
| 1965/66 | Bundesliga | 3. Platz  | von 13 Heimspielen 2 verloren - Meister Bad Tölz wurde 2 mal besiegt .Alle 13 Heimspiele vor vollem Haus an der Brehmstrasse 10.500 Zuschauer                                            |
| 1966/67 | Bundesliga | 1. Platz  | Deutscher Meister |
| 1967/68 | Bundesliga | 4. Platz  | |
| 1968/69 | Bundesliga | 2. Platz  | Vizemeister |
| 1969/70 | Bundesliga | 8. Platz  | |
| 1970/71 | Bundesliga | 2. Platz  | Vizemeister |
| 1971/72 | Bundesliga | 1. Platz  | Deutscher Meister |
| 1972/73 | Bundesliga | 2. Platz  | Vizemeister |
| 1973/74 | Bundesliga | 4. Platz  | |
| 1974/75 | Bundesliga | 1. Platz  | Deutscher Meister |
| 1975/76 | Bundesliga | 3. Platz  | |
| 1976/77 | Bundesliga | 4. Platz  | |
| 1977/78 | Bundesliga | 6. Platz  | |
| 1978/79 | Bundesliga | 4. Platz  | |
| 1979/80 | Bundesliga | 2. Platz  | Vizemeister |
| 1980/81 | Bundesliga | 2. Platz  | Vizemeister nach den Playoffs: 2:0 Siege im Viertelfinale gegen den ESV Kaufbeuren; 2:1 Siege im Halbfinale gegen den Mannheimer ERC; 2:1 Niederlagen im Finale gegen den SC Riessersee  |
| 1981/82 | Bundesliga | 8. Platz  | Playoffs: 2:0 Niederlagen im Viertelfinale gegen den EV Landshut |
| 1982/83 | Bundesliga | 8. Platz  | Playoffs: Platzierungsrunde mit 2:1 gegen den Schwenninger ERC verloren; Spiel um Platz 7 gegen den SC Riessersee mit 2:0 Niederlagen verloren                                           |
| 1983/84 | Bundesliga | 8. Platz  | Zwischenrunde; Spiel um Platz 7 gegen den Schwenninger ERC gewonnen |
| 1984/85 | Bundesliga | 7. Platz  | Playoffs: 3:1 Niederlagen im Viertelfinale gegen den Kölner EC |
| 1985/86 | Bundesliga | 2. Platz  | Vizemeister nach den Playoffs: 3:0 Siege im Viertelfinale gegen den Mannheimer ERC; 3:0 Siege im Halbfinale gegen den SB Rosenheim; 3:0 Niederlagen im Finale gegen den Kölner EC        |
| 1986/87 | Bundesliga | 3. Platz  | Playoffs: 3:0 Siege im Viertelfinale gegen den ECD Iserlohn; 3:0 Niederlagen im Halbfinale gegen den Kölner EC; Spiel um Platz 3 gegen den SB Rosenheim gewonnen                         |
| 1987/88 | Bundesliga | 5. Platz  | Playoffs: 3:1 Siege im Viertelfinale gegen den EV Landshut; 3:1 Niederlagen im Halbfinale gegen den SB Rosenheim; Spiel um Platz 3 gegen den Mannheimer ERC verloren                     |
| 1988/89 | Bundesliga | 4. Platz  | Vizemeister nach den Playoffs: 3:0 Siege im Viertelfinale gegen den Schwenninger ERC; 3:1 Siege im Halbfinale gegen den Kölner EC; 3:1 Niederlagen im Finale gegen den SB Rosenheim      |
| 1989/90 | Bundesliga | 1. Platz  | Deutscher Meister nach den Playoffs: 3:0 Siege im Viertelfinale gegen Hedos München; 3:0 Siege im Halbfinale gegen den Schwenninger ERC; 3:2 Siege im Finale gegen den SB Rosenheim      |
| 1990/91 | Bundesliga | 2. Platz  | Deutscher Meister nach den Playoffs: 3:0 Siege im Viertelfinale gegen die Eintracht Frankfurt; 3:2 Siege im Halbfinale gegen den SB Rosenheim; 3:2 Siege im Finale gegen den Kölner EC   |
| 1991/92 | Bundesliga | 1. Platz  | Deutscher Meister nach den Playoffs: 3:0 Siege im Viertelfinale gegen den Schwenninger ERC; 3:0 Siege im Halbfinale gegen den Mannheimer ERC; 3:0 Siege im Finale gegen den SB Rosenheim |
| 1992/93 | Bundesliga | 1. Platz  | Deutscher Meister nach den Playoffs: 3:0 Siege im Viertelfinale gegen den EC Ratingen; 3:0 Siege im Halbfinale gegen den BSC Preussen; 3:2 Siege im Finale gegen die Kölner Haie         |
| 1993/94 | Bundesliga | 1. Platz  | Vizemeister nach den Playoffs: 4:0 Siege im Viertelfinale gegen den ESV Kaufbeuren; 3:2 Siege im Halbfinale gegen den BSC Preussen; 3:0 Niederlagen im Finale gegen Hedos München        |

### Platzierungen DEL (ab 1994/95)
Zur Saison 1994/1995 wird die Bundesliga durch die DEL ersetzt, zur Saison 1999/2000 gab der DEB den Anspruch auf die Bezeichnung 1. Bundesliga auf und führte die 2. Liga danach als 2. Bundesliga weiter.
| Saison    | Liga          | Vorrunde  | Playoffs/Sonstiges |
| --------- | ------------- | --------- | --- |
| 1994/95   | DEL           | 5. Platz  | Playoffs: 4:1 Siege im Achtelfinale gegen den EHC 80 Nürnberg; 4:1 Niederlagen im Viertelfinale gegen den Krefelder EV |
| 1995/96   | DEL           | 3. Platz  | Deutscher Meister nach den Playoffs: 3:0 Siege im Achtelfinale gegen den SC Riessersee; 3:0 Siege im Viertelfinale gegen die Krefeld Pinguine; 3:0 Siege im Halbfinale gegen die Preussen Devils Berlin; 3:1 Siege im Finale gegen die Kölner Haie |
| 1996/97   | DEL           | 9. Platz  | Playdowns: 4:0 Siege gegen die Ratinger Löwen |
| 1997/98   | DEL           | 5. Platz  | Playoffs: 3:0 Niederlagen im Viertelfinale gegen die Adler Mannheim / danach freiwilliger Rückzug aus finanziellen Gründen in die 2. Bundesliga |
| 1998/99   | 2. Bundesliga | 3. Platz  | Playoffs: 3:2 Siege im Viertelfinale gegen den Iserlohner EC; 3:1 Niederlagen im Halbfinale gegen den EC Bad Nauheim |
| 1999/2000 | 2. Bundesliga | 1. Platz  | Meister der 2. Bundesliga nach den Playoffs: 3:0 Siege im Viertelfinale gegen den SC Bietigheim-Bissingen; 3:1 Siege im Halbfinale gegen den EC Bad Nauheim; 3:2 Siege im Finale gegen den ERC Ingolstadt / Aufstieg in die DEL                    |
| 2000/01   | DEL           | 11. Platz | Playoffs nicht erreicht |
| 2001/02   | DEL           | 9. Platz  | Playoffs nicht erreicht |
| 2002/03   | DEL           | 3. Platz  | Playoffs: 4:1 Niederlagen im Viertelfinale gegen die Krefeld Pinguine |
| 2003/04   | DEL           | 8. Platz  | Playoffs: 4:0 Niederlagen im Viertelfinale gegen die Eisbären Berlin |
| 2004/05   | DEL           | 10. Platz | Playoffs nicht erreicht |
| 2005/06   | DEL           | 3. Platz  | Vizemeister nach den Playoffs: 4:2 Siege im Viertelfinale gegen die Hamburg Freezers; 3:2 Siege im Halbfinale gegen die Kölner Haie; 3:0 Niederlagen im Finale gegen die Eisbären Berlin                                                           |
| 2006/07   | DEL           | 2. Platz  | Playoffs: 4:1 Siege im Viertelfinale gegen die Hamburg Freezers; 3:1 Niederlagen im Halbfinale gegen die Nürnberg Ice Tigers |
| 2007/08   | DEL           | 9. Platz  | Pre-Playoffs: 2:1 Siege gegen Hannover Scorpions; Playoffs: 4:1 Siege im Viertelfinale gegen die Nürnberg Ice Tigers; 3:2 Niederlagen im Halbfinale gegen die Eisbären Berlin                                                                      |
| 2008/09   | DEL           | 3. Platz  | Vizemeister nach den Playoffs: 4:3 Siege im Viertelfinale gegen die Krefeld Pinguine; 3:2 Siege im Halbfinale gegen die Hannover Scorpions; 3:1 Niederlagen im Finale die Eisbären Berlin                                                          |
| 2009/10   | DEL           | 6. Platz  | Playoffs: 3:0 Niederlagen im Viertelfinale gegen die Grizzly Adams Wolfsburg |
| 2010/11   | DEL           | 2. Platz  | Playoffs: 3:1 Siege im Viertelfinale gegen die Adler Mannheim; 3:2 Niederlagen im Halbfinale gegen die Eisbären Berlin |
| 2011/12   | DEL           | 7. Platz  | Pre-Playoffs: 2:0 Siege gegen die Iserlohn Roosters; Playoffs: 4:1 Niederlagen im Viertelfinale gegen den ERC Ingolstadt |
| 2012/13   | DEL           | 14. Platz | Playoffs nicht erreicht |
| 2013/14   | DEL           | 14. Platz | Playoffs nicht erreicht |
| 2014/15   | DEL           | 5. Platz  | Playoffs: 4:3 Siege im Viertelfinale gegen die Hamburg Freezers; 4:1 Niederlagen im Halbfinale gegen den ERC Ingolstadt |
| 2015/16   | DEL           | 5. Platz  | Playoffs: 4:1 Niederlagen im Viertelfinale gegen die Grizzlys Wolfsburg |
| 2016/17   | DEL           | 11. Platz | Playoffs nicht erreicht |
| 2017/18   | DEL           | 11. Platz | Playoffs nicht erreicht |
| 2018/19   | DEL           | 6. Platz  | Playoffs: 4:3 Niederlagen im Viertelfinale gegen die Augsburger Panther |
| 2019/20   | DEL           | 5. Platz  | Saison wegen Covid-19-Pandemie abgebrochen |
| 2020/21   | DEL           | 5. Nord   | Playoffs nicht erreicht |
| 2021/22   | DEL           | 9. Platz  | Pre-Playoffs: 2:1 Siege gegen die Nürnberg Ice Tigers; Playoffs: 3:1 Niederlagen im Viertelfinale gegen den EHC Red Bull München |
| 2022/23   | DEL           | 7. Platz  | Pre-Playoffs: 2:0 Siege gegen die Löwen Frankfurt; Playoffs: 4:1 Niederlagen im Viertelfinale gegen den ERC Ingolstadt |
| 2023/24   | DEL           | 11. Platz | Playoffs nicht erreicht |
| 2024/25   | DEL           | 14. Platz | Playoffs nicht erreicht, sportlicher Absteiger in die DEL2 |

### Platzierungen DEB-Pokal
Von der Saison 2002/2003 bis zur Saison 2008/2009 wurde der Deutsche Eishockey-Pokal ausgespielt.
| Saison  | Erreichte Runde | Ergebnis                                           | Titel                      |
| ------- | --------------- | -------------------------------------------------- | -------------------------- |
| 2002/03 | Viertelfinale   | 4:5-Niederlage n. P. gegen die Nürnberg Ice Tigers | –                          |
| 2003/04 | 2. Runde        | 4:5-Niederlage n. V. gegen den SC Riessersee       | –                          |
| 2004/05 | Finale          | 3:4-Niederlage n. P. gegen den ERC Ingolstadt      | Vize-Pokalsieger           |
| 2005/06 | Finale          | 2:1-Sieg n. V. gegen die Adler Mannheim            | Deutscher Pokalsieger 2006 |
| 2006/07 | 2. Runde        | 2:9-Niederlage gegen den REV Bremerhaven           | –                          |
| 2007/08 | Viertelfinale   | 1:2-Niederlage gegen die Augsburger Panther        | –                          |
| 2008/09 | Viertelfinale   | 1:2-Niederlage n. P. gegen die Straubing Tigers    | –                          |

## Berühmte ehemalige DEG-Spieler
(Alphabetisch sortiert)
In folgender Tabelle werden einige Spieler aufgelistet, die teilweise über viele Jahre zu den prägendsten Eishockeyspielern der DEG, der Liga und zu großen Teil auch der Nationalmannschaft gehörten. Nicht nur die sportliche Leistung, auch das Auftreten außerhalb der Eisfläche waren vorbildlich. Personen wie Chris Valentine, Peter-John Lee, Petr Hejma, Otto Schneitberger und Helmut deRaaf sind auch heute noch wohlbekannt und als Angehörige der sog. „Goldenen Zeiten“ des Vereins gern gesehene Gäste.
| Name               | Saisons | Spiele | Tore | Ass. | Punkte | Min. | DEG-Spieler von – bis               | Deutscher Meister  |
| ------------------ | ------- | ------ | ---- | ---- | ------ | ---- | ----------------------------------- | ------------------ |
| Torhüter           |         |        |      |      |        |      |                                     |                    |
| Helmut de Raaf     | 11      | 497    | 0    | 7    | 7      | 155  | 1979–1983, 1988–1996                | 90, 91, 92, 93, 96 |
| Jamie Storr        | 3       | 166    | 0    | 9    | 9      | ?    | 2006–2009, 2009–2012 Standby-Goalie | –                  |
| Andrej Trefilov    | 6       | 302    | 0    | 0    | 0      | 68   | 2000–2006                           | –                  |
| Verteidiger        |         |        |      |      |        |      |                                     |                    |
| Rick Amann         | 9       | 446    | 85   | 160  | 245    | 602  | 1987–1996                           | 90, 91, 92, 93     |
| Uli Hiemer         | 10      | 482    | 141  | 288  | 429    | 794  | 1987–1996                           | 90, 91, 92, 93, 96 |
| Udo Kießling       | 3       | 125    | 68   | 95   | 163    | 231  | 1979–1982                           | –                  |
| Andi Niederberger  | 12      | 593    | 77   | 256  | 333    | 262  | 1986–1998                           | 90, 91, 92, 93, 96 |
| Mike Schmidt       | 9       | 405    | 63   | 288  | 351    | 571  | 1984–1993                           | 90, 91, 92, 93     |
| Otto Schneitberger | 10      | 320    | 100  | 57   | 157    | ?    | 1965–1976                           | 67, 72, 75         |
| Robert Sterflinger | 9       | 405    | 32   | 75   | 107    | 258  | 1985–1987, 1990–1997                | 91, 92, 93, 96     |
| Stürmer            |         |        |      |      |        |      |                                     |                    |
| Andreas Brockmann  | 10      | 507    | 158  | 264  | 422    | 542  | 1988–1997, 1999–2000                | 90, 91, 92, 93, 96 |
| Dick Decloe        | 3       | 126    | 152  | 128  | 280    | 126  | 1979–1982                           | –                  |
| Benoît Doucet      | 7       | 340    | 159  | 234  | 393    | 521  | 1991–1998                           | 92, 93, 96         |
| Dieter Hegen       | 7       | 341    | 238  | 266  | 464    | 292  | 1989–1992, 1994–1998                | 90, 91, 92, 96     |
| Petr Hejma         | 9       | 359    | 240  | 274  | 514    | 261  | 1970–1976, 1979–1981                | 72,75              |
| Walter Köberle*    | 11      | 308×   | 199× | 126× | 325×   | 356× | 1971–1981, 1982–1983                | 72,75              |
| Daniel Kreutzer*   | 16      | 783    | 218  | 426  | 644    | 1148 | 1996–1997, 2002–2017                | –                  |
| Ralph Krueger      | 5       | 213    | 135  | 153  | 288    | 214  | 1979–1982, 1986–1988                | –                  |
| Peter John Lee*    | 10      | 450    | 340  | 334  | 674    | 492  | 1983–1993                           | 90, 91, 92, 93     |
| Gerd Truntschka    | 3       | 195    | 61   | 207  | 268    | 183  | 1989–1992                           | 90, 91, 92         |
| Chris Valentine*   | 12      | 571    | 365  | 598  | 963    | 912  | 1984–1996                           | 90, 91, 92, 93, 96 |
| Tore Vikingstad    | 7       | 355    | 107  | 171  | 278    | 210  | 2001–2008                           | –                  |

* – Die Rückennummern von Chris Valentine (10), Peter-John Lee (12), Walter Köberle (13) und Daniel Kreutzer (23) wurden als Anerkennung für ihre Leistungen gesperrt, sie werden nie mehr vergeben.
× – Die Statistiken aus den frühen 1970er Jahren sind nicht lückenlos dokumentiert.

### Teilnahmen von Spielern am All-Star-Game
Einige Spieler der DEG wurden für das DEL All-Star-Game nominiert, ein Freundschaftsspiel, welches von 1998 bis 2009 jährlich stattfand und in dem die herausragendsten Spieler der Deutschen Eishockey Liga gegeneinander antraten.
| Teilnahmen am All-Star-Game während der Teamzugehörigkeit |             |                       |                    |
| Name                                                      | Position    | Teilnahme(n)          | Team               |
| Marián Bažány                                             | Verteidiger | 2006                  | Deutschland        |
| Wiktor Gordijuk                                           | Stürmer     | 2000                  | DEL All-Stars      |
| Jean-Luc Grand-Pierre                                     | Verteidiger | 2007                  | Nordamerika        |
| Andrew Hedlund                                            | Verteidiger | 2008, 2009            | Nordamerika        |
| Alexander Jung                                            | Torhüter    | 2004, 2005            | Deutschland        |
| Klaus Kathan                                              | Stürmer     | 2006 2007             | Deutschland Europa |
| Daniel Kreutzer                                           | Stürmer     | 2003, 2004, 2005 2007 | Deutschland Europa |
| Bernd Kühnhauser                                          | Stürmer     | 2000                  | DEL All-Stars      |
| Mike Pellegrims                                           | Verteidiger | 2002, 2004, 2005      | DEL All-Stars      |
| Peter Ratchuk                                             | Verteidiger | 2008, 2009            | Nordamerika        |
| Leo Stefan                                                | Stürmer     | 1998                  | Deutschland        |
| Sergei Sorokin                                            | Verteidiger | 2000                  | DEL All-Stars      |
| Alexander Sulzer                                          | Verteidiger | 2006 2007             | Deutschland Europa |
| Jeff Tory                                                 | Verteidiger | 2003                  | DEL All-Stars      |
| Andrei Trefilow                                           | Torhüter    | 2004                  | DEL All-Stars      |
| Tore Vikingstad                                           | Stürmer     | 2007, 2008            | Europa             |

### Individuelle Auszeichnungen
Gustav Jaenecke Cup – Scorerkönig
Preis des Eishockey Magazins
- Dick Decloe 1980/81
- Chris Valentine 1985/86
- Chris Valentine 1992/93

Fritz Poitsch Pokal – Torschützenkönig
Preis des Eishockey Magazins
- Peter John Lee 1986/87
- Peter John Lee 1987/88
- Dieter Hegen 1991/92

Xaver Unsinn Trophy – Meiste Assists
Preis des Eishockey Magazins
- Petr Hejma 1974/75
- Petr Hejma 1976/77
- Roland Eriksson 1980/81
- Chris Valentine 1986/87
- Gerd Truntschka 1989/90
- Gerd Truntschka 1991/92
- Chris Valentine 1992/93
- Chris Valentine 1993/94

Leonhard Waitl Pokal – Bester Verteidiger
Preis des Eishockey Magazins
- Udo Kießling 1979/80
- Uli Hiemer 1992/93

Toni Kehle Pokal – Bester Torwart
Preis des Eishockey Magazins
- Helmut de Raaf 1990/91
- Helmut de Raaf 1991/92
- Helmut de Raaf 1992/93
- Helmut de Raaf 1993/94

 DEL-Torhüter des Jahres
- Tyler Beskorowany 2014/15
- Mathias Niederberger 2015/16
- Henrik Haukeland 2022/23

Coach des Jahres – Leserwahl Eishockey Magazin
- Otto Schneitberger 1986/87
- Hans Zach 1991/92
- Hans Zach 1992/93
- Hans Zach 1993/94

Management des Jahres – Leserwahl Eishockey Magazin
- Düsseldorfer EG 1978/79
- Düsseldorfer EG 1985/86
- Düsseldorfer EG 1990/91
- Düsseldorfer EG 1991/92
- Düsseldorfer EG 1992/93

Torschütze des Jahres – Premiere Zuschauerwahl
- Ernst Köpf junior 1993/94

Spieler des Jahres – Leserwahl Sport-Kurier
- Gerd Truntschka 1990
- Gerd Truntschka 1991
- Dieter Hegen 1992
- Helmut de Raaf 1993

Spieler des Jahres – Wahl der Eishockey News
- Andrei Trefilow 2000/01
- Tore Vikingstad 2005/06

Manager des Jahres – Wahl der Eishockey News
- Lance Nethery 2004/05
- Lance Nethery 2005/06

## Rekorde

### Spieler
(Stand: Ende Saison 2024/25)
| Meiste Einsätze |                      |        |
| Platz           | Spieler              | Spiele |
| 1.              | Daniel Kreutzer      | 780    |
| 2.              | Bernhard Ebner       | 599    |
| 3.              | Andreas Niederberger | 593    |
| 4.              | Chris Valentine      | 571    |
| 5.              | Bernd Kühnhauser     | 534    |
| 6.              | Andreas Brockmann    | 507    |
| 7.              | Helmut de Raaf       | 497    |
| 8.              | Uli Hiemer           | 482    |
| 9.              | Patrick Reimer       | 477    |
| 10.             | Peter John Lee       | 450    |

| Top-Torschützen |                   |       |
| Platz           | Spieler           | Tore  |
| 1.              | Chris Valentine   | 365   |
| 2.              | Peter John Lee    | 340   |
| 3.              | Petr Hejma        | 240   |
| 4.              | Dieter Hegen      | 238   |
| 5.              | Vladimír Vacátko  | 230 1 |
| 6.              | Daniel Kreutzer   | 217   |
| 7.              | Walter Köberle    | 203 1 |
| 8.              | Benoît Doucet     | 159   |
| 9.              | Andreas Brockmann | 158   |
| 10.             | Dick Decloe       | 152   |

| Top-Assists |                      |          |
| Platz       | Spieler              | Vorlagen |
| 1.          | Chris Valentine      | 598      |
| 2.          | Daniel Kreutzer      | 436      |
| 3.          | Peter John Lee       | 334      |
| 4.          | Uli Hiemer           | 288      |
|             | Mike Schmidt         | 288      |
| 6.          | Petr Hejma           | 274      |
| 7.          | Andreas Brockmann    | 264      |
| 8.          | Andreas Niederberger | 256      |
| 9.          | Benoît Doucet        | 234      |
| 10.         | Dieter Hegen         | 226      |

| Top-Scorer |                   |        |
| Platz      | Spieler           | Punkte |
| 1.         | Chris Valentine   | 963    |
| 2.         | Peter John Lee    | 674    |
| 3.         | Daniel Kreutzer   | 653    |
| 4.         | Petr Hejma        | 514    |
| 5.         | Dieter Hegen      | 464    |
| 6.         | Uli Hiemer        | 429    |
| 7.         | Andreas Brockmann | 422    |
| 8.         | Benoît Doucet     | 393    |
| 9.         | Vladimír Vacátko  | 383 1  |
| 10.        | Mike Schmidt      | 351    |

| Meiste Strafminuten 2 |                   |         |
| Platz                 | Spieler           | Minuten |
| 1.                    | Daniel Kreutzer   | 1.163   |
| 2.                    | Chris Valentine   | 912     |
| 3.                    | Uli Hiemer        | 794     |
| 4.                    | Rick Amann        | 602     |
| 5.                    | Mike Schmidt      | 571     |
| 6.                    | Andreas Brockmann | 542     |
| 7.                    | Benoît Doucet     | 521     |
| 8.                    | Bernd Kühnhauser  | 520     |
| 9.                    | Peter John Lee    | 492     |
| 10.                   | Bernhard Ebner    | 433     |

| Beste Verteidiger |                        |        |
| Platz             | Spieler                | Punkte |
| 1.                | Uli Hiemer             | 429    |
| 2.                | Mike Schmidt           | 351    |
| 3.                | Andreas Niederberger   | 333    |
| 4.                | Bernhard Ebner         | 262    |
| 5.                | Rick Amann             | 245    |
| 6.                | Udo Kießling           | 163    |
| 7.                | Otto Schneitberger     | 157    |
|                   | Horst-Peter Kretschmer | 157 1  |
| 9.                | Sergei Sorokin         | 152    |
| 10.               | Mike Pellegrims        | 137    |

1 – Die Daten aus den 1970er Jahren gelten als ungenau. Je nach Quellenlage kann es zu Abweichungen kommen. Hier wurden die Zahlen der Zeitschrift Eishockeymagazin entnommen.
2 – In der Statistik nicht berücksichtigt ist Horst-Peter Wacki Kretschmer. Mit 1.579 Minuten hält Kretschmer den Ligarekord in Bezug auf Strafzeiten. Kretschmer spielte von 1974/75 – 1980/81 insgesamt sieben Spielzeiten für die DEG und dürfte in dieser Zeit mit 600 bis 700 Strafminuten belegt worden sein. Die genauen Daten lassen sich aus den verfügbaren Statistiken jedoch nicht ermitteln.

### Saison-Rekorde Bundesliga (1958/59–1993/94)
|                                     | Name                           | Anzahl          |
| Meiste Scorerpunkte in einer Saison | Dick Decloe                    | 111 (1980/1981) |
| Meiste Tore in einer Saison         | Dick Decloe                    | 59 (1980/1981)  |
| Meiste Assists in einer Saison      | Roland Eriksson                | 70 (1980/1981)  |
| Meiste Strafminuten in einer Saison | Horst-Peter (Wacki) Kretschmer | 124 (1980/1981) |

### Saison-Rekorde DEL (ab Saison 1994/95)
|                                       | Name                            | Anzahl                    |
| Meiste Scorerpunkte in einer Saison   | Gordon Sherven Tore Vikingstad  | 77 (1995/96) 77 (2005/06) |
| Meiste Tore in einer Saison           | Benoît Doucet Klaus Kathan      | 32 (1995/96) 32 (2005/06) |
| Meiste Assists in einer Saison        | Gordon Sherven Mikko Mäkelä     | 51 (1995/96) 51 (1995/96) |
| Meiste Strafminuten in einer Saison   | Jeff Ricciardi                  | 181 (2000/01)             |
| Meiste Powerplay-Tore in einer Saison | Klaus Kathan Andreas Martinsen  | 12 (2005/06) 12 (2014/15) |
| Meiste Playoff-Tore in einer Saison   | Adam Courchaine                 | 12 (2008/09)              |
| Meiste Shut Outs in einer Saison      | Âke Lilljebjörn Andrej Trefilov | 7 (1996/97) 7 (2001/02)   |

### Sonstige Rekorde
- Meiste Tore und Punkte eines Verteidigers in einer Saison: Udo Kießling (1979/80): 39 Tore + 44 Assists = 83 Punkte (nach wie vor gültiger Rekord im Deutschen Eishockey)
- Sieg beim einzigen Spiel mit einem zweistelligen Ergebnis beider Teams: Düsseldorfer EG – Preussen Berlin: 12:10 (1989/90)
- Höchste Siege: 16:4 DEG – VfL Bad Nauheim (1980/81) und 13:1 DEG – ES Weißwasser (1994/95)
- Höchste Niederlage: 20:1 EV Füssen – DEG (1958/59)

## Trainer
Meistertrainer sind fettgedruckt.
| - 1930er Jahre – Unbekannt - 1930er Jahre – Bobby Bell - 1945–1952 – Unbekannt - 1952/1953 – Rainer Hillmann - 1950er Jahre – Clare (Jimmy) Drake - 1950er Jahre – Gerald Strong - 1956–1958 – Frank Trottier - 1958–1962 – Vlastimil Suchoparek - 1962–1965 – Engelbert Holderied - 1965–1969 – Hans Rampf - 1969/1970 – Dr. Ladislav Horský - 1970–1972 – Xaver Unsinn - 1972/1973 – Jiří Pokorný - 1973–1976 – Chuck Holdaway - 1976/1977 – Hans Rampf, George Agar - 1977/1978 – Rudolf Hejtmanek | - 1978/1979 – Otto Schneitberger - 1979–1982 – Gerhard Kießling - 1982/1983 – Jaromir Frycer - 1983–1984 – Heinz Weisenbach - 1984–1987 – Otto Schneitberger - 1987/1988 – Bryan Lefley - 1988–1990 – Peter Johansson, Petr Hejma - 1990–1995 – Hans Zach - 1995–1997 – Hardy Nilsson - 1997 – Hans Zach - 1997/1998 – Chris Valentine - 1998–1999 – Czesław Panek - 1999–2001 – Gerhard Brunner - 4. Oktober 2001 – 4. Oktober 2004 – Michael Komma - 5. Oktober – 12. Oktober 2004 – Walter Köberle (Interimscoach) - 13. Oktober 2004–31. Juli 2005 – Butch Goring | - 1. August 2005 – 31. Juli 2007 Don Jackson - 1. August 2007 – 4. November 2007 Slavomír Lener - 5. November 2007 – 31. Juli 2008 Lance Nethery - 1. August 2008 – 18. März 2010 Harold Kreis - 19. März 2010 – 31. Juli 2010 Lance Nethery - 1. August 2010 – 31. Juli 2012 Jeff Tomlinson - 1. August 2012 – 31. Juli 2014 Christian Brittig - 1. August 2014 – 13. April 2017 Christof Kreutzer - 12. April 2017 – 27. Januar 2018 Mike Pellegrims - 27. Januar 2018 – 17. April 2018 Tobias Abstreiter (Interimscoach) - 17. April 2018 – 2022 Harold Kreis - April 2022 – März 2023 Roger Hansson - seit 2023 Thomas Dolak junior |

## Zuschauer
| Saison  | Hauptrunde       | Hauptrunde    | Hauptrunde       | Playoffs         | Playoffs      | Playoffs         | Fassungsvermögen |
| Saison  | Zuschauerschnitt | Anzahl Spiele | Zuschauer gesamt | Zuschauerschnitt | Anzahl Spiele | Zuschauer gesamt | Fassungsvermögen |
| 2015/16 | 8.012            | 26            | 208.321          |                  |               |                  |                  |
| 2014/15 | 7.847            | 26            | 204.029          | 10.660           | 5             | 53.299           | 8.900 1          |
| 2013/14 | 5.638            | 26            | 147.760          | -                | 0             | -                | 8.900 1          |
| 2012/13 | 5.054            | 26            | 131.423          | -                | 0             | -                | 8.900 1          |
| 2011/12 | 5.225            | 26            | 135.865          | 5.123            | 3             | 15.371           | 8.900 1          |
| 2010/11 | 5.180            | 26            | 134.693          | 7.567            | 5             | 37.837           | 8.900 1          |
| 2009/10 | 5.707            | 28            | 159.818          | 5.944            | 1             | 5.944            | 13.400           |
| 2008/09 | 6.084            | 26            | 158.198          | 9.943            | 8             | 79.550           | 13.400           |
| 2007/08 | 6.364            | 28            | 178.209          | 7.717            | 5             | 38.589           | 13.400           |
| 2006/07 | 7.727            | 26            | 200.911          | 7.700            | 5             | 38.502           | 13.400           |
| 2005/06 | 6.625            | 26            | 172.243          | 8.612            | 7             | 60.297           | 10.285           |
| 2004/05 | 5.962            | 26            | 155.000          | -                | 0             | -                | 10.285           |
| 2003/04 | 6.512            | 26            | 169.315          | 6.673            | 2             | 13.346           | 10.285           |
| 2002/03 | 6.269            | 26            | 162.998          | 7.914            | 3             | 23.742           | 10.285           |
| 2000/01 | 6.638            | 30            | 199.152          | -                | 0             | -                | 10.285           |

1 Bei abgehängtem Oberrang im ISS-Dome. Lediglich die beiden Heimspiele gegen die Kölner Haie werden mit geöffneten Oberrang gespielt (Fassungsvermögen: 13.400)